# 中華基督教會何福堂小學
中華基督教會何福堂小學（英語：C.C.C. Hoh Fuk Tong Primary School）是香港屯門區一間男女津貼小學，於1971年創立，2001年遷入現址至今。

## 歷史
此校於1970年獲政府批准開辦，並獲分配位於屯門新發邨的一座在建「火柴盒」小學。一年後，此校上午校正式創校，並於1973年再增設下午校。
至1998年，因應屯門區適齡學童不足及政府推展小學全日制，此校遂轉為全日制至今，並開始錄取元朗區學童及越南船民。
因興建九廣西鐵屯門站的緣故，新發邨與此校舊址需於2002年按整體重建計劃拆卸。因此，此校於1999年申請競投區內另一座新校舍，並獲批准。
隨著新校舍於2001年竣工，此校亦於同年暑假遷校，並沿用新校舍至今。

## 校舍
現存校舍為一所早期型小學千禧校舍，面積6,200平方米，設30間課室（後增至31間）及各種特別室。
校舍承建商不詳，約於2000年中動工，原訂於2001年2月交付，但最後延至該年暑假才竣工，隨後遷入。

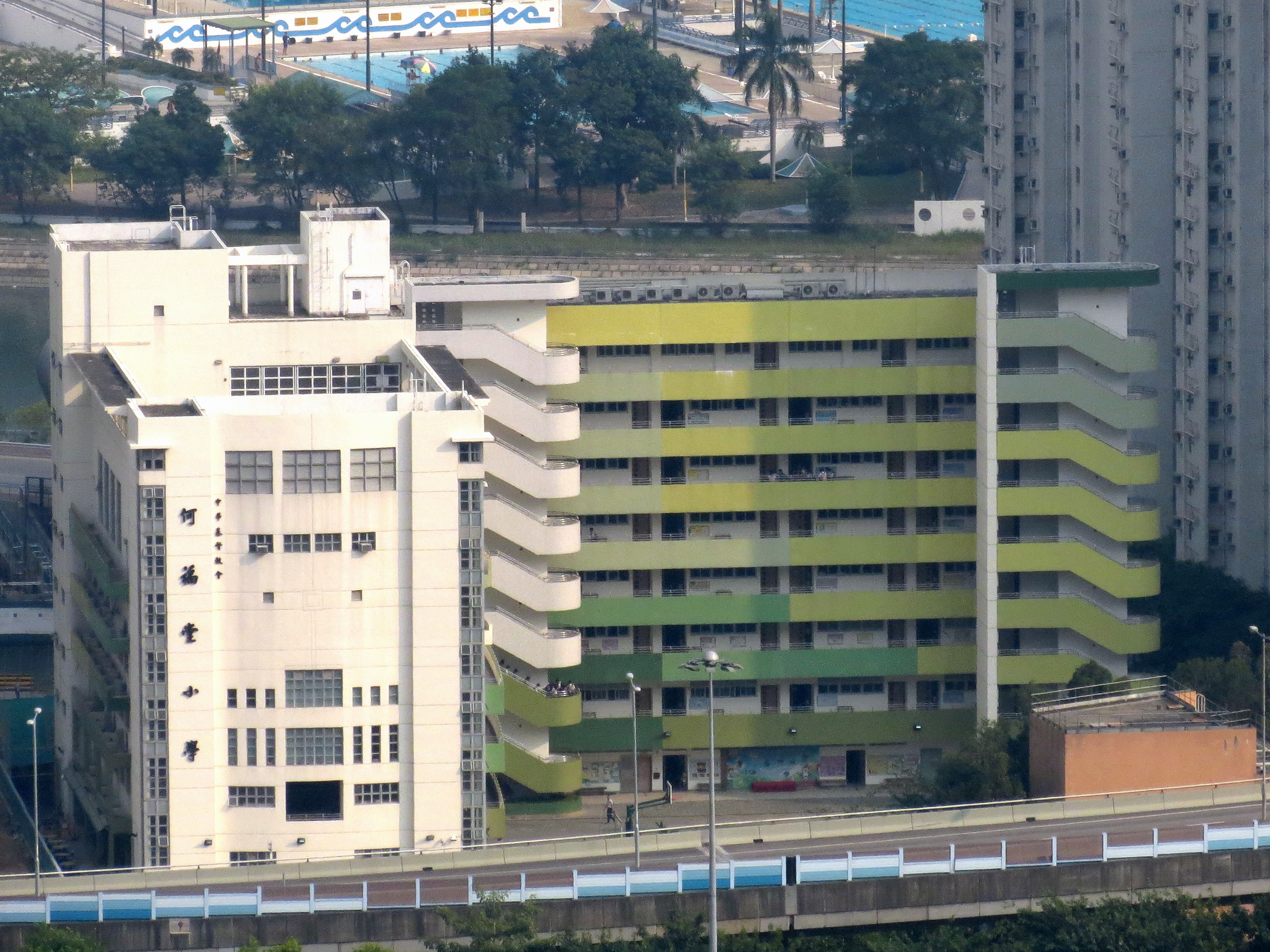
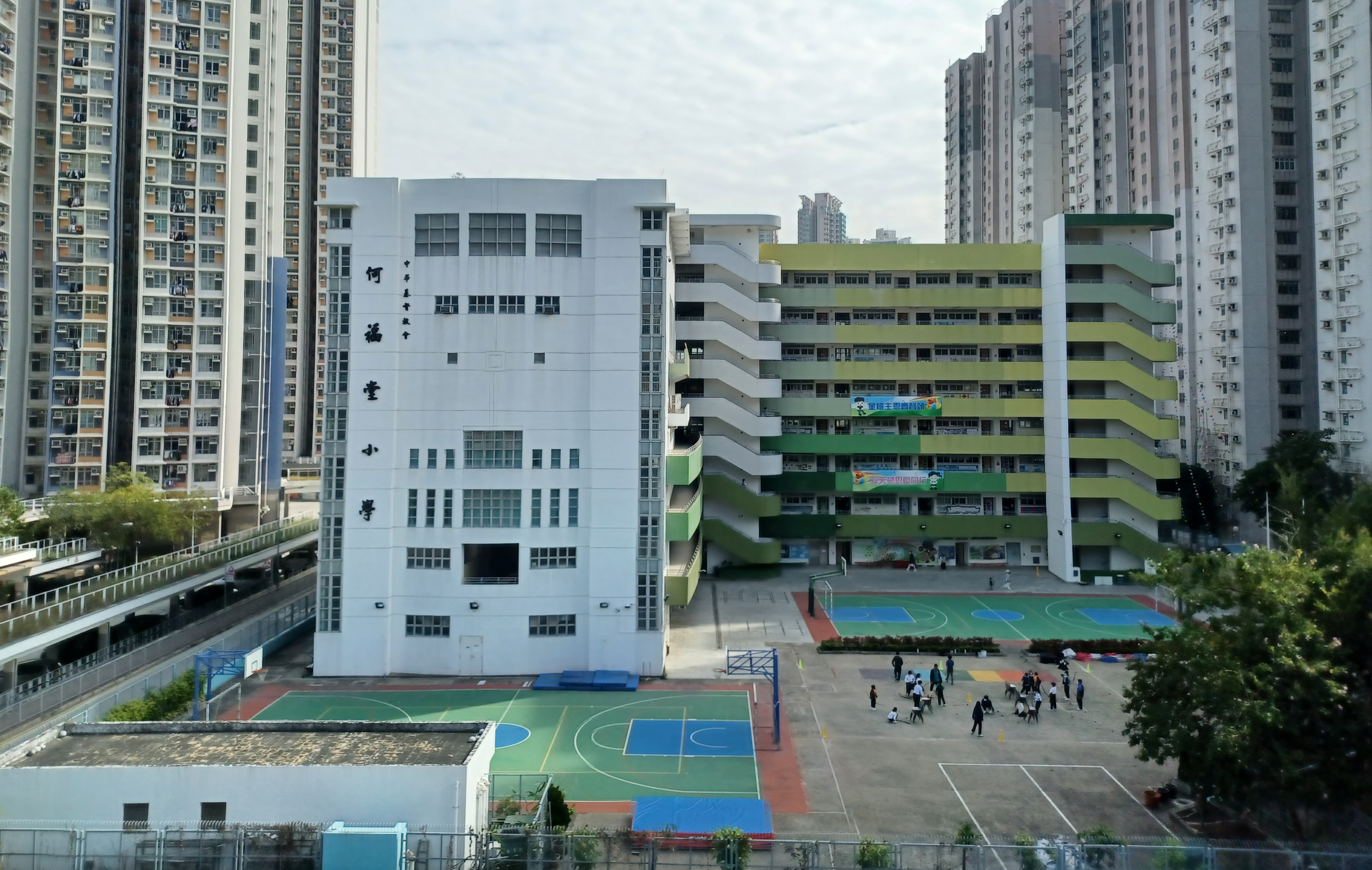
校舍整體

## 歷任校長

### 上午校
- 馮壽松先生（1971年-1991年，創校校長，由同系拔臣小學調任）（2018年逝世[9]）
  - 劉灼迪先生[10]（署任校長）
- 盧光輝先生（1991年-1993年[11]，後調任至基良小學上午校）（2020年逝世）
- 李滄波先生（1993年-1998年，末任上、下午校校長，後過渡為首任全日制校長）

### 下午校
- 潘文懿女士（1972年-1990年，創校校長，後調任至協和小學上午校）
- 李滄波先生（1990年-1993年，原為大澳小學校長；後改任上午校校長）
- 麥進陽先生（1993年-1995年，原為基覺小學下午校校長）
- 李滄波先生（1995年-1998年，末任上、下午校校長，後過渡為首任全日制校長）

### 全日制
- 李滄波先生（1998年-2002年，首任全日制校長）
- 梁勝棋先生（2002年-2008年）
- 陳自端先生（2008年-2011年）
- 劉仲宏先生（2011年-2013年）
- 周任玲女士（2013年-2019年）
- 翁美茵女士（2019年-2022年）
- 尹淑芬女士（2022年起，全日制現任校長）

## 事件

### 嚴重欺凌案
2017年11月19日，多間香港傳媒曝光該校學生涉嫌以「五毒招」欺凌同校一名七歲學童，包括以外力筆插其耳朵，以手指插其眼睛致其微絲血管爆裂，傷勢嚴重。遭欺凌七歲男童姓余，與父母及一姊同住在屯門區。余太透露，軒仔個性活潑但不頑皮，於去年9月升讀屯門中華基督教會何福堂小學一年級。據受害人所述遭遇，前一周五（10日）受害人上第一及二堂時，分別被姓王男同學以鉛筆頭插其右耳，更導致擦膠殘留在耳道，及後更掌摑受害人，又警告他不要告訴老師。而另一姓葉女同學則兩度以手指插其左眼，令受害人眼部紅腫及微絲血管爆裂。
相關人物一直沒有透露事件，直到受害男童向母親哭訴不願上學，甚至向母親流露尋死念頭，事件方得以揭發。即使家長馬上帶同兒子求診後，三度向學校了解情況，唯仍不果，包括被告知校方仍需時調查，甚至要至下周三才會向其家長交代，家長認為學校處理手法不妥，決定報警及向教育局求助，事件因此獲傳媒向公眾曝光。
11月22日，校方舉行了發布會，公布事件的調查報告，綜合師生口供及閉路電視錄影片段，並無發現上述情況，稱軒仔當日課堂及小息並無異樣，甚至表現愉快，只是曾哭喊「掛念媽媽」。至於軒仔在9月開初疑被同學擲粉筆及打臉，校方引述涉事兩名同學口供，分別稱忘記有否打過軒仔及否認擲粉筆。
教育局局長楊潤雄翌日出席電台節目後表示仍就事件了解中，又指教育局有指引及培訓去協助學校處理相關問題，強調會要求教育局及學校用零容忍的態度處理事件。

## 著名校友
- 劉業強（1978年小六，午別不詳）：已故前新界鄉議局主席劉皇發長子、新界鄉議局主席、屯門鄉事委員會主席、屯門區議會當然議員及第十二屆全國政協委員[14]

## 資料來源
1. 1 2  . 2022-09-05  [2022-09-20]. （原始内容存档于2022-09-20）.
2. ↑   (PDF). 中華基督教會何福堂小學. 2021-09  [2022-09-20]. （原始内容存档 (PDF)于2022-09-20）.
3. ↑  . No. 175. 中華基督教會香港區會: 8. 1971-12-01.
4. ↑  . No. 190. 中華基督教會香港區會: 12. 1973-03-01.
5. ↑  . 中華基督教會香港區會. 2000-01: 119.
6. ↑  . 中華基督教會何福堂小學.   [2022-09-20]. （原始内容存档于2022-09-20）.
7. 1 2   (PDF). 教育局. 1999-08-25  [2022-09-19]. （原始内容存档 (PDF)于2022-09-20）.
8. ↑  2000年中屯門中、南部航空照片
9. ↑  .   [2021-10-20]. （原始内容存档于2021-03-02）.
10. ↑  香港教育資料中心. . 商務印書館. 1988: 422.
11. ↑  . 香港教育學院. 2009-02-06  [2009-02-08]. （原始内容存档于2009-03-10） （中文（香港））.
12. ↑  . 星島日報. 2017-11-17. （原始内容存档于2022-10-24）.
13. ↑  . 東方日報. 2017-11-19. （原始内容存档于2021-04-14）.
14. ↑  . 蘋果日報. 2016-10-10  [2019-04-23]. （原始内容存档于2019-04-23）.

## 外部連結
- 中華基督教會何福堂小學（页面存档备份，存于）